# José Vidal-Ribas y Güell
José Vidal-Ribas Güell (27 de febrero de 1888-Barcelona, España; 21 de junio de 1959) fue un empresario, tenista y dirigente deportivo español. Ocupó, entre otros cargos, la presidencia de la Real Federación Española de Tenis y la capitanía del equipo de Copa Davis de España. Fue también presidente del Fútbol Club Barcelona.

## Trayectoria empresarial
Era miembro de una saga de comerciantes y empresarios de la burguesía catalana. Su abuelo José Vidal Ribas (1817-1870) fue el fundador de esa saga gracias al lucrativo negocio de la trata de esclavos africanos en Norteamérica y Cuba. Como financiador de expediciones y capitalista, en 1868 llegó a ser el noveno mayor contibuyente de Barcelona y a su muerte dejó una herencia de hasta 14 fincas en el Eixample, además de otras repartidas por la ciudad, algo que, habiendo empezado como botiguer, no se entendería sin el negocio del tráfico de personas, 
Su padre Emilio Vidal-Ribas se dedicaba al comercio de la droguería farmacéutica e industrial, con la razón social Hijos de José Vidal Ribas, y posteriormente dio el salto a la producción con la constitución de la Compañía Anónima de Productos Químicos. En 1921 su hermano, Juan Vidal-Ribas Güell, apoderado general del negocio familiar, fue asesinado por pistoleros anarquistas, aunque el verdadero destinatario del atentado era el hermano de Josep y Joan Vidal-Ribas, Emilio, uno de los jefes del Somatén de Barcelona, una milicia paramilitar catalana conservadora que se extendió al resto de España con la llegada al poder de Primo de Rivera. José Vidal-Ribas tomó sin éxito las riendas de la Droguería Vidal Ribas, cesando finalmente el negocio.
En 1939, con la entrada de las tropas franquistas en Barcelona, fue nombrado presidente del consejo de administración de la Caja de Pensiones por Pedro Sangro y Ros de Olano, comisario temporal asumiendo todas las funciones ejecutivas en la Caja.
En 1932 fue fundador y primer presidente —hasta 1950— de la Asociación Mutual de Seguros Layetana. Fue también vicepresidente de la Cámara de Comercio de Barcelona, organismo en el que desempeñó un papel muy activo. A mediados de los años 1950 encabezó un grupo de empresarios y comerciantes barceloneses que intentó promover una Expo en la ciudad, iniciativa que no prosperó.

## Trayectoria en el mundo del deporte

### Tenis
Vidal-Ribas fue uno de los pioneros en la práctica del tenis en España. Tras dejar la raqueta asumió la presidencia del Real Club de Tenis Barcelona de 1920 a 1929, que compaginó con altos cargos en organismos federativos. Primero, como presidente de la Federación Catalana de Tenis, de 1921 a 1923. Durante este mandato, impulsó la celebración del primer Campeonato del Mundo de tenis en pista cubierta, que tuvo lugar en el Palacio de la Industria de Barcelona en 1923. De la presidencia de la federación catalana pasó a la de la Real Asociación de Lawn Tennis de España, entre 1924 y 1928, y durante esta etapa asumió también la capitanía del equipo español de Copa Davis. 

### Comité Olímpico Español
Fue tesorero del Comité Olímpico Español y, como tal, promovió el «Manifiesto al país», una iniciativa destinada a recaudar fondos para sufragar la participación de los deportistas españoles en los Juegos Olímpicos de París de 1924.

### Fútbol Club Barcelona
En 1940, finalizada ya la Guerra Civil Española, las autoridades deportivas del Régimen franquista impusieron una nueva junta directiva en el FC Barcelona. Enrique Piñeyro, marqués de la Mesa de Asta, fue nombrado presidente y a Vidal-Ribas se le asignó la vicepresidencia. Esta primera junta tuvo como principal cometido la adecuación del club al nuevo régimen, con medidas como la depuración de empleados o la reforma de los estutatos.
Después de dos temporadas y media al frente del club, y tras conquistar la Copa del Generalísimo de 1942, Enrique Piñeyro presentó a la Federación Catalana de Fútbol su renuncia al cargo. El 10 de julio de 1942 el organismo regional autorizó el cese del presidente y de su junta, ordenando a Vidal-Ribas hacerse cargo del club, al frente de una comisión interina integrada por Juan Agustí Peypoch y Amado Casajuana. Sin embargo, la marcha de Piñeyro no obtuvo el beneplácito de la Federación Española, que el 1 de agosto publicó una nota ratificándolo en el cargo. El 13 de agosto de 1942 tuvo lugar una reunión de la junta directiva barcelonista donde se oficializó el regreso del marqués de la Mesa de Asta, poniendo fin a 33 días de presidencia interina. En esta nueva directiva Vidal-Ribas pasó a ocupar el cargo de secretario, puesto que mantuvo hasta la dimisión definitiva de Piñeyro, el 14 de agosto de 1943. Tras dejar la junta fue miembro del consejo económico consultivo del club. 
En octubre de 1953, tras la dimisión del entonces presidente, Enric Martí Carreto, por el polémico caso di Stéfano, la Federación Catalana nombró una comisión gestora formada por los diez expresidentes vivos del club, entre ellos Vidal-Ribas, que comandaron la entidad hasta el mes de diciembre, cuando Francesc Miró-Sans fue elegido nuevo presidente. Como miembro de esta gestora fue el encargado de firmar el acta de renuncia sobre los derechos que el FC Barcelona tenía sobre Alfredo Di Stéfano, en favor del Real Madrid.
Uno de sus trece hijos, Carlos Vidal-Ribas Zaragoza, fue también directivo del FC Barcelona entre 1965 y 1968, ocupando una vocalía en la junta presidida por Enric Llaudet.